# Fast Racing Neo
FAST Racing Neo ist ein futuristisches Rennspiel, das exklusiv für die Wii U im Dezember 2015 herausgebracht wurde. Das Spiel war anfangs ausschließlich über den Nintendo eShop erhältlich. Entwickelt wurde es vom deutschen Unternehmen Shin'en Multimedia GmbH. Im Juli 2016 kündigte Nintendo an, das Spiel am 30. September 2016 als physische Kopie zu veröffentlichen. 2017 erschien mit Fast RMX ein Nachfolger.

## Spielprinzip
In der Zukunft wird die FAST Racing-Liga ausgetragen. Der Spieler steuert einen Gleiter über verschiedene Rennstrecken und muss sich gegen 9 Gegner behaupten. Mittels sogenannter Phasenwechsel (der Gleiter kann zwischen Orange und Blau „umgeschaltet“ werden) muss man entsprechend gleich gefärbte Energiefelder nutzen, um kurzzeitig eine höhere Geschwindigkeit zu erreichen. Gelegentlich werden so auch Sprünge durchgeführt. Auf der Strecke sind Energiekugeln verteilt, die man einsammelt um seine Turboleiste aufladen zu können. Der Turbo kann unabhängig von Energiefeldern zur Geschwindigkeitserhöhung genutzt werden. Es gibt 16 Strecken und drei Ligen. Zusätzlich verfügt das Spiel über einen Zeitfahr-, einen Helden-, einen lokalen Mehrspieler- und einen Online-Modus.
Der Titel ist Nachfolger des Spiels Fast Racing League, welches 2011 für die Vorgängerkonsole Wii erschien. Anfang 2016 wurde ein Patch angekündigt, der Bugs behebt, die Steuerung und allgemeine Performance verbessert und eine Minikarte ergänzt. Dieses erschien im Mai 2016.

## Soundtrack
Der 80-minütige Soundtrack kann über die Website von Shin'en im MP3- oder FLAC-Format heruntergeladen werden. Der Preis kann selbst festgelegt werden, die Mindestsumme beträgt 5,00 Euro.

## Rezeption
Das Spiel erhielt – wie sein Vorgänger – international durchgängig positive Kritiken. Anhand von 46 Wertungen erhält Fast Racing Neo bei Metacritic einen weltweiten Wertungsdurchschnitt von 81 %.